# 220 يوم (مسلسل)
220 يوم هو مسلسل تلفزيوني مصري عُرض في عام 2025 على منصة شاهد، من بطولة كريم فهمي وصبا مبارك، من تأليف محمود زهران، ومن إخراج كريم العدل. يتكون المسلسل من 15 حلقة.

## قصة المسلسل
تدور أحداث المسلسل حول الزوجين أحمد (يؤدي دوره كريم فهمي) ومريم (تؤدي دورها صبا مبارك)، اللذين يعيشان علاقة زوجية مستقرة مليئة بالحب في البداية. يواجه أحمد، وهو روائي ناجح، خطر الموت بعد اكتشافه إصابته بورم خبيث في المخ يتطلب عملية جراحية دقيقة قد تكون قاتلة. في الوقت ذاته، تكتشف مريم حملها بطفلهما الأول بعد سنوات من الانتظار. تفصل بين موعد العملية وولادة الطفل 220 يومًا فقط، وهي فترة مشحونة بالأمل والقلق، تضع علاقتهما أمام اختبار مصيري.ويصور المسلسل رحلة الزوجين وسط صراعات نفسية، حيث يحاول أحمد توثيق آلامه وتجربته في رواية بعنوان "220 يوم"، بينما تواجه مريم مشاعر الفرح بالحمل والخوف من فقدان زوجها، إلى جانب الشك والغيرة التي تتسلل إلى علاقتهما. تضيف الشخصيات الثانوية، مثل والدة أحمد (حنان سليمان) وخالته (عايدة رياض)، أبعادًا إنسانية عميقة للقصة.

## بطولة
- صبا مبارك: (مريم)
- كريم فهمي: (أحمد)
- علي الطيب: (كرم الشاذلي)
- ميرا دياب: (عالية)
- محسن محيي الدين
- حنان سليمان: (ماجدة)
- عايدة رياض: (نادية)
- جمال عبدالناصر
- لينا صوفيا بن حمّان: (بهية)
- تقلا شمعون
- يوسف رأفت: (عمر)
- جوانا عريضة: (ملك)
- عزت زين
- محمود عمرو ياسين
- نورين أبو سعدة: (هند)
- ستيفاني عطالله
- بسام رجب
- بسنت أبو باشا
- علي السبع
- دهب تامر: (يارا)